# Jardin botanique forestier d'Århus
Le Jardin botanique forestier d'Århus (danois : Forstbotanisk Have) ou Arboretum d'Århus est un arboretum situé à côté du parc du Château de Marselisborg à Århus au Danemark. Il compose la partie nord de la Forêt de Marselisborg dans le sud de la ville d'Århus.
Il a été fondé en 1923 et abrite 900 taxons d'arbres et arbustes originaires de toute la planète sur cinq hectares. De par sa proximité avec les bois et sa flore variée, le jardin attire une faune diverse de chevreuils, d'écureuils, de chouettes ou de hérons.

## Sources
- Excursions in The Forestry Botanical Garden Municipalité d'Århus (2006)